# Hans-Ulrich Rudel

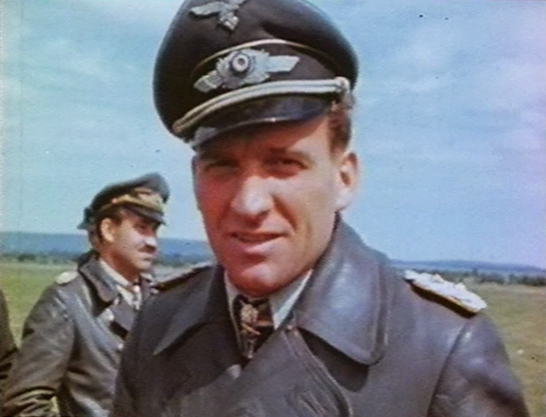
Hans-Ulrich Rudel nach seiner Gefangennahme 1945, im Hintergrund Adolf Galland

Hans-Ulrich Rudel (* 2. Juli 1916 in Konradswaldau, Kreis Landeshut (Schlesien); † 18. Dezember 1982 in Rosenheim) war ein deutscher Schlachtflieger und Offizier der Wehrmacht im Zweiten Weltkrieg. Er war der einzige Träger des Ritterkreuzes des Eisernen Kreuzes mit goldenem Eichenlaub, Schwertern und Brillanten, der höchsten Verleihungsstufe des Ritterkreuzes und nach dem Großkreuz der höchste deutsche Orden während der Nazizeit. Damit war er ab dem 23. April 1945 (Aberkennung der Auszeichnungen Hermann Görings) der höchstdekorierte Soldat der Wehrmacht. Nach Kriegsende betätigte er sich als NS-Fluchthelfer, Waffenhändler und unterstützte die rechtsextreme Deutsche Reichspartei (DRP), deren Spitzenkandidat er 1953 im Bundestagswahlkampf war.

## Leben

### Anfänge und Zwischenkriegszeit
Rudel war Sohn des evangelischen Pfarrers Johannes Rudel und dessen Ehefrau Martha Rudel geb. Mueckner. Von 1922 bis 1936 besuchte Rudel die Volksschule und in Lauban ein humanistisches Gymnasium, das er mit dem Abitur abschloss. Als Schüler erzielte er ausgezeichnete sportliche Leistungen. 1933 trat er der Hitler-Jugend bei. Im Sommer 1936 bewarb er sich für eine Offizierslaufbahn bei der Luftwaffe nach erfolgreich abgelegter Annahmeprüfung. Nach Ableistung der Arbeitsdienstpflicht im Herbst 1936 trat Rudel am 4. Dezember 1936 als Fahnenjunker in die Luftwaffe ein. Seine Grundausbildung leistete er in der Luftkriegsschule 3 in Wildpark-Werder bei Berlin ab. Im Juni 1937 begann er dort eine Ausbildung zum Flugzeugführer. Im Juni 1938 wurde er zum Oberfähnrich befördert und zur Sturzkampfflieger-Ausbildung nach Graz-Thalerhof versetzt und der I. Gruppe der Sturzkampfgruppe 168 zugeteilt. Am 1. Dezember 1938 erfolgte seine Ausbildung zum Beobachter an der Aufklärerschule Hildesheim. Rudel wurde zum 1. Januar 1939 zum Leutnant befördert und am 1. Juni 1939 als Beobachter in die 2. Staffel der Fernaufklärerstaffel 121 nach Prenzlau versetzt.

### Zweiter Weltkrieg

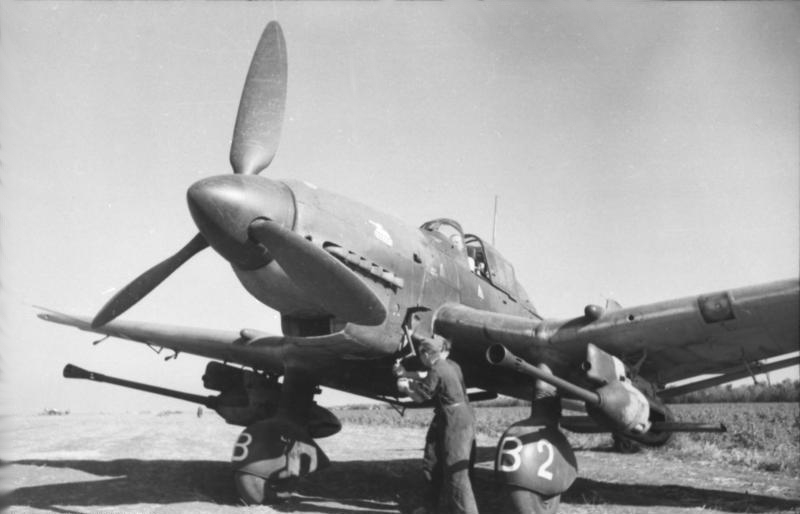
Rudels bevorzugtes Flugzeug,
die Ju 87 G-1 mit zwei 3,7-cm-Panzerabwehrkanonen

Als Offizier und Beobachter nahm Rudel zunächst in der genannten Aufklärungsgruppe am Überfall auf Polen teil und kehrte danach nach Prenzlau zurück. Am 10. November 1939 wurde er mit dem Eisernen Kreuz II. Klasse ausgezeichnet. Sein Gesuch um Rückversetzung zur Sturzkampffliegerei wurde abgelehnt. Ab März 1940 fungierte er als Regimentsadjutant im Fliegerausbildungsregiment 43 in Wien-Stammersdorf sowie in Crailsheim. Im Sommer 1940 wurde seinem erneuten Gesuchen um Versetzung zur Stuka-Waffe stattgegeben. Hier kam Rudel zur „Grazer Gruppe“ nach Caen. Am 1. September 1940 wurde er zum Oberleutnant befördert. Etwa Mitte April 1941 wurde er zum Stukageschwader 2 „Immelmann“ nach Griechenland versetzt und nach Beginn des Krieges gegen die Sowjetunion an der Ostfront eingesetzt. Am 28. Juli 1941 erhielt Rudel das Eiserne Kreuz I. Klasse und die Frontflugspange für Schlachtflieger in Gold.
Am 23. September 1941 erzielte Rudel mit seiner Junkers Ju 87 einen Volltreffer auf dem sowjetischen Schlachtschiff Marat (23.600 Tonnen) im Kriegshafen Kronstadt und zerstörte den vorderen schweren Geschützturm. Aufgrund der schweren Beschädigung sank das Schiff auf Grund, ein Teil der Artillerie blieb aber einsatzfähig und unterstützte die Verteidiger des belagerten Leningrads. In weiteren Einsätzen versenkte er einen Kreuzer und einen Zerstörer. Am 20. Oktober 1941 wurde ihm der Ehrenpokal für besondere Leistung im Luftkrieg und am 8. Dezember 1941 das Deutsche Kreuz in Gold verliehen. Am 4. Januar 1942 wurde er nach über 400 Feindflügen mit dem Ritterkreuz des Eisernen Kreuzes ausgezeichnet. Von März bis August 1942 flog Rudel zunächst in der Ergänzungsstaffel in Graz, später in Sarabus auf der Halbinsel Krim ohne Kampfeinsätze. Am 15. August 1942 kehrte er zum Fronteinsatz zurück und flog als Staffelkapitän der 2. Staffel im Sturzkampfgeschwader 2 zahlreiche Einsätze im Kaukasus und am Schwarzen Meer. Am 24. September 1942 flog er seinen 500. Feindflug. Im November 1942 wurde er wegen Gelbsucht in Rostow behandelt. Ebenfalls im November 1942 wurde er Staffelkapitän der 1. Staffel im Sturzkampfgeschwader 2. Am 10. Februar 1943 flog er als erster Flieger der Welt bei Isjum seinen 1000. Feindflug. Zum 1. April 1943 erfolgte seine vorzeitige Beförderung zum Hauptmann wegen „besonderer Tapferkeit vor dem Feind“. Im Frühjahr 1943 versenkte Rudel bei den Kämpfen um den Kuban-Brückenkopf 70 sowjetische Landungsboote mit der Ju 87 G. Am 14. April 1943 bekam er das Eichenlaub zum Ritterkreuz als 229. Soldat der Wehrmacht verliehen. Im Juli 1943 erfolgten erste Einsätze mit der Ju 87 G auch gegen Panzer vom Typ T-34, von denen Rudel beim ersten Feindflug in dieser Weise zwölf abschoss. Am 12. August 1943 flog er seinen 1300. Feindflug. Zum 18. September 1943 trat Rudel als Kommandeur (m. d. W. d. G. b.) der III. Gruppe des Schlachtgeschwader 2 (III./St.G.2) seinen Dienst an. Am 30. Oktober 1943 erfolgte sein 100. Panzerabschuss mit der Ju 87 G. Im November 1943 absolvierte er seinen 1600. Feindflug.
Am 25. November wurden Rudel die Schwerter zum Eichenlaub verliehen (42. Verleihung). Im Januar 1944 zeichnete er sich bei der Schlacht um Kirowograd erneut aus. Am 11. Januar 1944 erfolgte sein 150. Panzerabschuss mit der Ju 87 G. Vier Tage später, am 16. Januar 1944, flog er seinen 1700. Feindflug. Am 22. Februar 1944 erfolgte seine Ernennung zum Kommandeur der III. Gruppe des Sturzkampfgeschwaders 2 sowie am 1. März 1944 die Beförderung zum Major mit Rangdienstalter vom 1. Oktober 1942.
Während seiner weiteren Einsätze rettete Rudel sechs abgeschossene Stuka-Besatzungen vor der Gefangennahme durch die Rote Armee. Beim missglückten Versuch, eine siebte Besatzung zu retten, ertrank sein Bordschütze Erwin Hentschel am 20. März 1944 auf der Flucht vor den Verfolgern als Rückkämpfer im Feindgebiet im vereisten Dnjestr. Bis zu diesem Tage hatten Hentschel und Rudel über 1400 Einsätze zusammen absolviert.
Am 25. März 1944 flog er seinen 1800. Feindflug. Rudel wurde sowohl am 27. März und 28. März 1944 im Wehrmachtbericht genannt, weil er an zwei Tagen 26 Panzer und mehrere andere motorisierte Fahrzeuge zerstört hatte. Am 29. März 1944 wurden ihm die Brillanten zum Eichenlaub und Schwertern verliehen (10. Verleihung). Am 1. Juni 1944 flog er mit seinem neuen Bordschützen Ernst Gadermann seinen 2000. Feindflug im Raum Iași (Rumänien). Am 3. Juni 1944 wurde Rudel durch Hermann Göring mit der eigens für ihn geschaffenen Frontflugspange für Schlachtflieger in Gold mit Brillanten und Anhänger mit der Zahl 2000 ausgezeichnet.

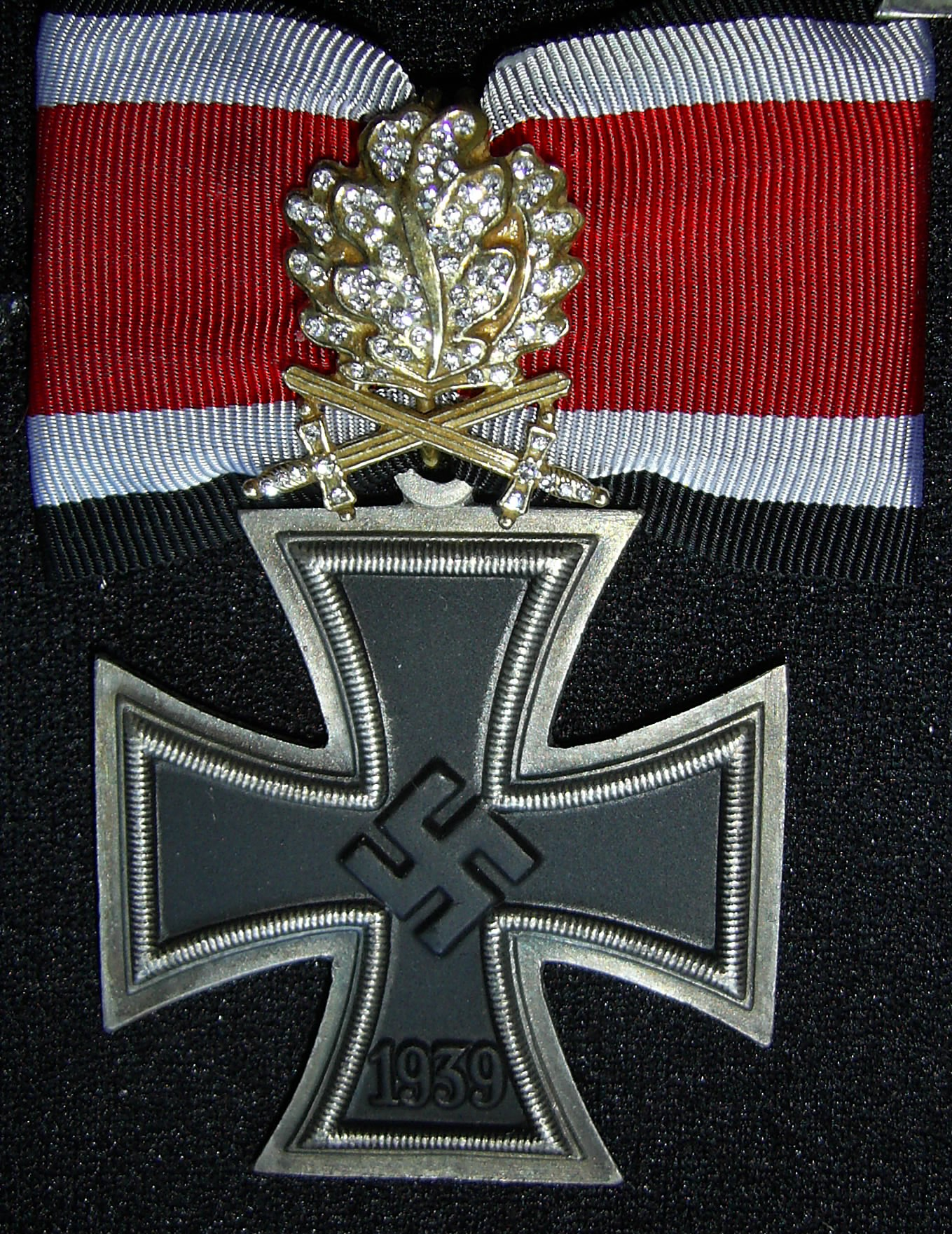
Das allein an Rudel verliehene Ritterkreuz mit goldenem Eichenlaub, Schwertern und Brillanten

Auch am 6. August 1944 wurde Rudel erneut im Wehrmachtbericht genannt, weil er „11 Panzer [abschoss] und damit seinen 300. Panzerabschuss durch Bordwaffen erzielte“. Am 19. August 1944 wurde Rudel bei Ērgļi in Kurland durch Flak abgeschossen und konnte bei den vordersten deutschen Linien notlanden. Am 1. September 1944 wurde er zum Oberstleutnant befördert; einen Monat später übernahm er die Führung des Schlachtgeschwaders 2 (SG 2) „Immelmann“. Am 17. November 1944 wurde Rudel in Ungarn durch Erdbeschuss erneut verwundet und musste auf dem Jägerflugplatz in Budapest notlanden. Im dortigen Lazarett wurden ein Steck- und ein Durchschuss im linken Oberschenkel behandelt. Rudel ignorierte die ärztlichen Anweisungen und entfernte sich unerlaubt aus dem Lazarett. Mit Gipsverband traf er wenig später wieder bei seinem Geschwader ein. Nach über 2400 Feindflügen (22. Dezember 1944) und 463 Panzervernichtungen wurde Rudel als einziger Soldat am 29. Dezember 1944 mit dem Goldenen Eichenlaub mit Schwertern und Brillanten zum Ritterkreuz ausgezeichnet. Am selben Tag wurde er zum Oberst befördert. Diese letzte seiner elf Auszeichnungen durch das nationalsozialistische Regime wurde ihm im Führerhauptquartier Adlerhorst durch Hitler überreicht, dabei waren auch die Oberbefehlshaber der Marine (Dönitz), der Luftwaffe (Göring) sowie der OKW-Führungsstab zugegen. Am 14. Januar 1945 wurde Rudel die höchste ungarische Tapferkeitsauszeichnung (Goldene Tapferkeitsmedaille) durch Staatsführer Ferenc Szálasi übergeben. Bereits am 3. Januar 1945 war sein Geschwader den 125.000. Einsatz geflogen. Am 18. Januar 1945 erhöhte Rudel die Abschusszahl von Panzern auf 481.
Am 9. Februar 1945 wurde die Ju 87 G, mit welcher Rudel und Gadermann vom Flugplatz Fürstenwalde aus gestartet waren, nahe Lebus im Raum Frankfurt (Oder) bei der Bekämpfung feindlicher Panzer von einer sowjetischen Flak getroffen, wobei Rudel am rechten Unterschenkel schwer verwundet wurde. Nach der Notlandung der brennenden Maschine zog Gadermann Rudel aus dem Gefahrenbereich. Anschließend versorgte er dessen zerschossenen rechten Unterschenkel und rettete ihn dadurch vor dem Verbluten. Auf dem Waffen-SS-Hauptverbandsplatz bei Seelow musste Rudels Unterschenkel anschließend amputiert werden. Am 25. März 1945 kehrte Rudel zu seinem Geschwader zurück und flog ab dem 4. April 1945 trotz Flugverbot und nicht verheiltem Beinstumpf weitere Einsätze. Seine Panzerabschüsse wurden jedoch nicht mehr angerechnet, sondern dem Geschwader gutgeschrieben. Neuer und letzter Bordschütze von Rudel war in diesen Monaten Kriegsberichtserstatter und Hauptmann Ernst-August Niermann, der seinerseits über 600 Feindflüge absolviert hatte. Am 24. April 1945 schoss Rudel bei der Schlacht um Bautzen seinen 26. Panzer nach seiner schweren Verwundung ab. Am 8. Mai 1945 flog er mit seinem Geschwader von Böhmen nach Kitzingen und ergab sich dort den Amerikanern. Im April 1946 wurde Rudel aus dem Kriegslazarett Fürth entlassen.
Insgesamt vernichtete Rudel bei 2530 Feindflügen als Schlachtflieger drei sowjetische Schiffe, etwa 70 Landungsfahrzeuge und 519 Panzer. Er zerstörte über 800 Landfahrzeuge, mehr als 150 Flak- und Pak-Stellungen, vier Panzerzüge, zahlreiche Bunker, Brücken und Nachschubverbindungen. Darüber hinaus erzielte Rudel neun bestätigte Luftsiege. Kein anderer Schlachtflieger des Zweiten Weltkrieges erreichte mehr als die von Rudel geflogenen 2530 Einsätze. Rudel flog überwiegend Flugzeuge des Typs Junkers Ju 87 G „Kanonenvogel“ sowie zur Panzerbekämpfung umgerüstete Focke-Wulf Fw 190. Dabei wurde er dreißigmal durch Flak- und Infanteriewaffen abgeschossen, konnte sich jedoch jedes Mal retten. Rudel wurde insgesamt fünfmal verwundet, wofür er das Verwundetenabzeichen in Gold trug.

### Nach 1945
Nach seiner Entlassung aus der Kriegsgefangenschaft im April 1946 betrieb Rudel ein Fuhrunternehmen in Coesfeld. 1948 emigrierte er über eine der sogenannten Rattenlinien nach Argentinien: Er gelangte über die Schweiz nach Italien; in Rom beschaffte er sich einen gefälschten Pass des Roten Kreuzes mit dem Decknamen „Emilio Meier“ und landete mit einem Flug aus Rom am 8. Juni 1948 in Buenos Aires. Seine erste Ehefrau Ursula Rudel und die beiden gemeinsamen Kinder folgten ihm nicht nach Argentinien.
In Argentinien gründete Rudel in Buenos Aires das „Kameradenwerk“, eine Hilfseinrichtung für NS-Kriegsverbrecher. Im „Kameradenwerk“ versammelten sich neben dem SS-Mann Ludwig Lienhardt auch weitere Nationalsozialisten sowie Kriegsverbrecher wie Kurt Christmann (Gestapo) und der Österreicher Fridolin Guth. Sie unterhielten engen Kontakt zu anderen international gesuchten Faschisten wie Ante Pavelić, Carlo Scorza sowie Nachfahren bekannter faschistischer Persönlichkeiten wie Benito Mussolini und Konstantin Freiherr von Neurath. Die Gruppe versorgte neben diesen nach Argentinien geflüchteten Kriegsverbrechern auch in Europa inhaftierte NS-Verbrecher wie Rudolf Heß und Karl Dönitz unter anderem mit Lebensmittelpaketen aus Argentinien und durch die Übernahme von Anwaltskosten. Zusammen mit Willem Sassen schützte Rudel die Identität von Josef Mengele und sorgte für dessen Sicherheit.
Rudel schrieb in Argentinien regelmäßig für das Monatsmagazin Der Weg, das sich an geflüchtete Nationalsozialisten richtete und von Eberhard Fritsch herausgegeben wurde. Über seine Kriegserfahrungen schrieb Rudel mehrere Bestseller und verschaffte sich dadurch eine Rolle in der Öffentlichkeit.
In den folgenden Jahren machte Rudel Karriere als Militärberater und Waffenhändler für mehrere lateinamerikanische Militärdiktaturen. Durch Juan Perón erhielt er offiziell eine Anstellung im argentinischen Luftfahrtinstitut und kam schnell zu finanziell lukrativen Importlizenzen und Regierungsaufträgen. Gemeinsam mit Sassen wurde er als Militärberater und Waffenhändler für die Koka-Generäle in Bolivien sowie für Augusto Pinochet (Chile) und Alfredo Stroessner (Paraguay) tätig. Nach Peróns Sturz im September 1955 (sogenannte Revolución Libertadora) verlegte Rudel seinen Wohnsitz nach Paraguay. Wie zu Juan Perón unterhielt er hier enge Kontakte zu dem Diktator Stroessner.
In der Bundesrepublik Deutschland unterstützte Rudel die Aktivitäten verschiedener rechter Gruppierungen und Parteien, wie der 1952 verbotenen Sozialistischen Reichspartei. Nach Angaben des britischen Geheimdienstes hatte er auch Kontakte zum Naumann-Kreis, einer Vereinigung von Nationalsozialisten rund um den ehemaligen Staatssekretär im Reichspropagandaministerium Werner Naumann, der die FDP unterwandern wollte. Im Bundestagswahlkampf 1953 trat Rudel als Spitzenkandidat der rechtsextremen Deutschen Reichspartei (DRP) an. Im Jahr 1960 führte der Generalbundesanwalt Ermittlungen wegen Geheimbündelei gegen Rudel. Nach dem Putsch von Pinochet im Jahre 1973 ließ sich Rudel in der Colonia Dignidad in Chile nieder. Er unterhielt auch weiterhin gute Kontakte zu Juan Perón. Ferner trat er 1977 als Redner für die Deutsche Volksunion auf.
Seit den frühen 1950er Jahren war er mit Savitri Devi befreundet, die Adolf Hitler als Avatar verehrte. Er förderte ihren Aufstieg innerhalb der internationalen Neonazi-Szene und vermittelte Kontakte zu Johann von Leers und Otto Skorzeny. Trotz seiner Beinprothese bestieg er 1953 dreimal den Llullaillaco (6739 m).
In Südamerika war Rudel „Auslandsvertreter für mehrere deutsche Firmen“, so auch für den Siemens-Konzern. Dabei betätigte er sich 1973 auch als Vermittler bei Wirtschaftsprojekten zwischen Argentinien und Paraguay. Hierbei ging es um das Staudammprojekt Yacyretá. Am Bau dieses Wasserkraftwerks war auch die Firma Lahmeyer International beteiligt, die laut argentinischer Polizeiberichte in Argentinien vom NS-Fluchthelfer Carlos Fuldner vertreten wurde. Hierbei warb die Firma Lahmeyer Rudel als Lobbyisten an.
Für seine Aktivitäten erhielt Rudel auch Unterstützung durch den Bischof und NS-Fluchthelfer Alois Hudal.

## Familie
Hans-Ulrich Rudel heiratete 1942 Ursula Daemisch, mit der er zwei Söhne hatte. Nachdem er nach Argentinien auswanderte, wurde diese Ehe geschieden. Der Spiegel berichtete 1950, er habe sich von seiner Ehefrau scheiden lassen, da diese seine Kriegsauszeichnungen verkauft habe. Dies wurde jedoch von Ursula Rudel dementiert. 1965 heiratete er erneut, diesmal die 1943 geborene und damit rund 28 Jahre jüngere Ursula Bassfeld. Aus der zweiten Ehe ging ein weiterer Sohn hervor.

## Politische Skandale

### Rudel-Affäre 1976
Zu einem politischen Skandal in der Bundesrepublik Deutschland kam es, als Rudel auf Einladung ranghoher Bundeswehroffiziere im Oktober 1976 an einem Traditionstreffen ehemaliger Angehöriger des Schlachtgeschwaders 2 „Immelmann“ der Wehrmacht auf dem Fliegerhorst Bremgarten teilnahm. Generalleutnant Walter Krupinski und Generalmajor Karl-Heinz Franke hatten die Einladung an Rudel ausgesprochen und bei öffentlichen Rechtfertigungsversuchen die NS-Vergangenheit Rudels mit der KPD-Vergangenheit des Sozialdemokraten Herbert Wehner verglichen. Der Parlamentarische Staatssekretär im Bundesverteidigungsministerium, Hermann Schmidt (SPD), hatte die Veranstaltung genehmigt und geriet ebenfalls in die Kritik, was mit dem Ausscheiden aller drei aus dem Amt endete.
Verteidigungsminister Georg Leber entschied, die beiden Generäle wegen des Vergleiches von Rudel mit Wehner im Oktober 1976 in den einstweiligen Ruhestand versetzen zu lassen; Bundespräsident Walter Scheel folgte nach kurzem Zögern – er war selbst im Zweiten Weltkrieg als Luftwaffensoldat geflogen – der Aufforderung Lebers und entließ beide Generäle nach § 50 Soldatengesetz.
Die Rudel-Affäre löste eine Mediendebatte über die Traditionspflege in der Bundeswehr aus. Im Februar 1977 befasste sich der Deutsche Bundestag ebenfalls mit der Affäre und ihren Folgen.

### Fußball-WM in Argentinien 1978
Während der Fußball-Weltmeisterschaft 1978 in Argentinien in der Militärdiktatur wurde Rudel auf Einladung von DFB-Präsident Hermann Neuberger im Trainingsquartier der deutschen Nationalmannschaft in Ascochinga empfangen. Neuberger verteidigte den Besuch mit den Worten, eine Kritik an Rudels Erscheinen käme „einer Beleidigung aller deutschen Soldaten gleich“. Unterstützung für den Rudel-Besuch kam von Seiten der rechtsextremen Presse wie der Deutschen Nationalzeitung.

### Tod und Beisetzung 1982
Rudel starb am 18. Dezember 1982 im Alter von 66 Jahren an einem Schlaganfall.

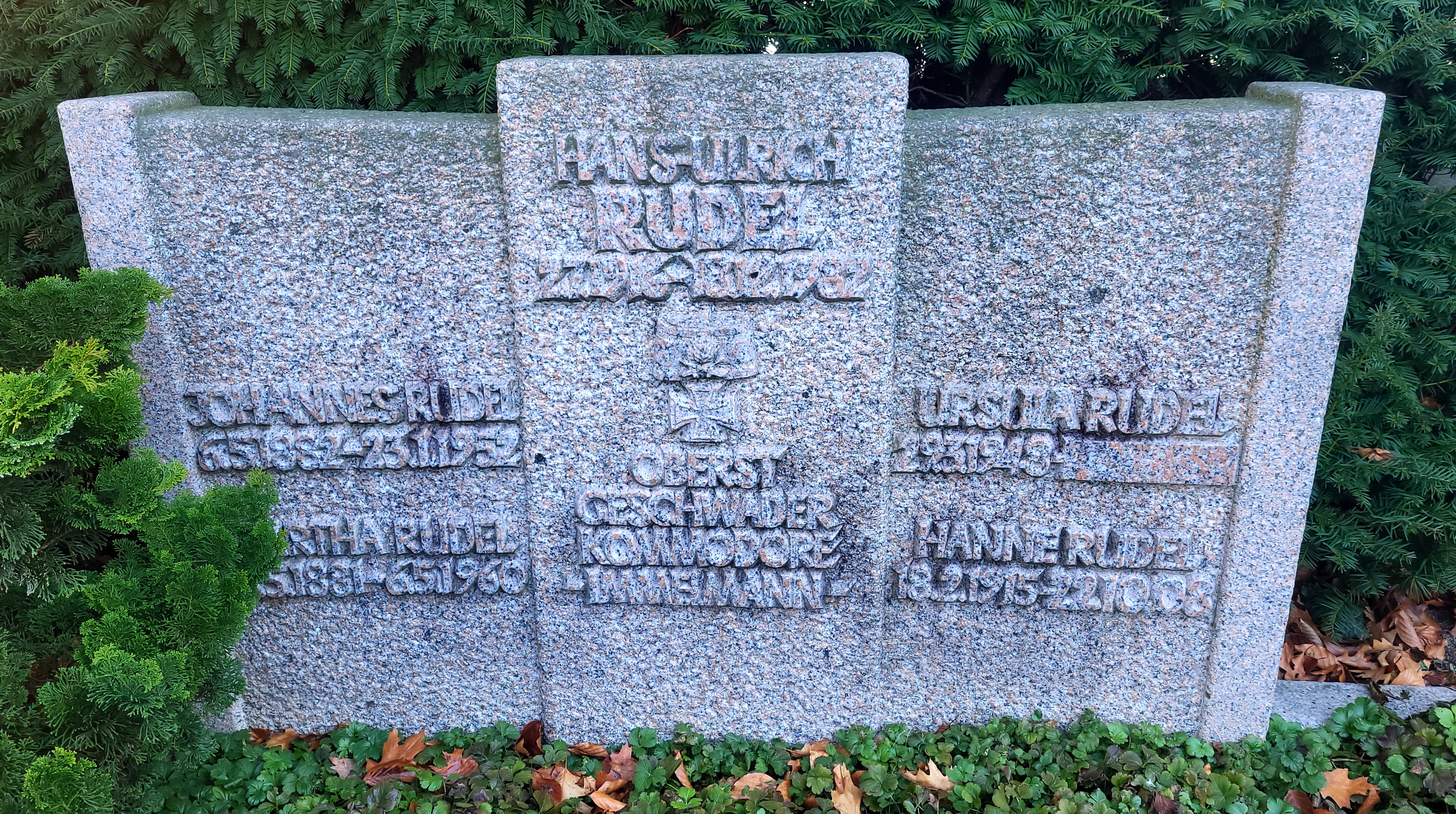
Grab der Familie Rudel in Dornhausen

Rudel ist im mittelfränkischen Dornhausen beerdigt, weil seine Familie nach dem Krieg dorthin gelangt war. Auch seine Eltern sind dort beerdigt. Bei seiner Beisetzung am 22. Dezember 1982 kam es zu einem Eklat, als nach Augenzeugenberichten mehrere Phantom und ein Starfighter der Luftwaffe der Bundeswehr zur Ehrenbezeugung sein Grab über- bzw. anflogen. In einem Untersuchungsbericht des Verteidigungsministeriums wurde jedoch behauptet, zur fraglichen Zeit habe „normaler Ausbildungsflugbetrieb“ geherrscht, die Militärmaschinen seien nicht vom vorgegebenen Kurs abgewichen und „in etlicher Entfernung von der Ortschaft“ vorübergeflogen. Die Leute, die behauptet hätten, dass die Flugzeuge über den Ort geflogen seien, seien „einer optischen Täuschung erlegen“.

## Auszeichnungen
- Frontflugspange in Gold mit Brillanten und dem Anhänger mit der Einsatzzahl 2000[31]
- Ehrenpokal für besondere Leistung im Luftkrieg (20. Oktober 1941)[32]
- Deutsches Kreuz in Gold (2. Dezember 1941)[33]
- Verwundetenabzeichen in Gold[34]
- Eisernes Kreuz[35]
  - 2. Klasse (10. November 1939)
  - 1. Klasse (18. Juli 1941)
- Flugzeugführer- und Beobachterabzeichen in Gold mit Brillanten[36][37]
- Ritterkreuz des Eisernen Kreuzes am 6. Januar 1942[38]
  - Eichenlaub am 14. April 1943 (229. Verleihung)
  - Schwerter am 25. November 1943 (42. Verleihung)
  - Brillanten am 29. März 1944 (10. Verleihung)
  - Goldenes Eichenlaub am 29. Dezember 1944 (einzige Verleihung)
- Goldene Tapferkeitsmedaille für Offiziere des Königreichs Ungarn
- Fünfmalige Nennung im Wehrmachtbericht (27. März 1944, 28. März 1944, 3. Juni 1944, 6. August 1944, 10. Februar 1945)[39]

## Werke
- Wir Frontsoldaten zur Wiederaufrüstung, Dürer-Verlag, 1951, OCLC 603587732
- Dolchstoß oder Legende?, Schriftenreihe zur Gegenwart, Nr. 4, Dürer-Verlag, 1951, OCLC 23669099, OBV, DNB
- Es geht um das Reich, Schriftenreihe zur Gegenwart, Nr. 6, Dürer-Verlag, 1952, OCLC 48951914
- Aus Krieg und Frieden. Tagebuchblätter 1945 und 1952, Dürer-Verlag, 1953.
- Zwischen Deutschland und Argentinien. 5 Jahre in Übersee, Dürer-Verlag 1954.
- Trotzdem, Schütz-Verlag, 1977, OCLC 2362892, OBV, DNB, ISBN 978-3-87725-047-1
- Hans-Ulrich Rudel: Adler der Ostfront, 1971, National-Verlag, OBV, DNB, ISBN 978-3-920722-08-5
- Mein Leben in Krieg und Frieden, Deutsche Verlagsgesellschaft, 1994, OCLC 34396545, OBV, DNB, ISBN 978-3-920722-22-1
- Hans-Ulrich Rudel – Aufzeichnungen eines Stukafliegers – Mein Kriegstagebuch, Arndt-Verlag, 2001, OBV, DNB, ISBN 978-3-88741-039-1
- Von den Stukas zu den Anden – Am höchsten Vulkan der Erde, 2008, Winkelried Verlag